# Райзінг-Сан (Меріленд)
Райзінг-Сан (англ. Rising Sun) — місто (англ. town) в США, в окрузі Сесіл штату Меріленд. Населення — 2740 осіб (2020).

## Географія
Райзінг-Сан розташований за координатами 39°42′10″ пн. ш. 76°3′39″ зх. д. / 39.70278° пн. ш. 76.06083° зх. д. (39.702842, -76.060851).  За даними Бюро перепису населення США в 2010 році місто мало площу 3,28 км², з яких 3,26 км² — суходіл та 0,02 км² — водойми. В 2017 році площа становила 4,27 км², з яких 4,20 км² — суходіл та 0,07 км² — водойми.

## Демографія
Згідно з переписом 2010 року, у місті мешкала 2781 особа в 1062 домогосподарствах у складі 732 родин. Густота населення становила 848 осіб/км².  Було 1137 помешкань (347/км²).
Расовий склад населення:
| - 95,8 % — білих - 0,7 % — корінних американців - 0,7 % — чорних або афроамериканців - 0,6 % — азіатів - 0,1 % — вихідців з тихоокеанських островів |

До двох чи більше рас належало 1,4 %. Частка іспаномовних становила 2,6 % від усіх жителів.
За віковим діапазоном населення розподілялося таким чином: 30,8 % — особи молодші 18 років, 58,2 % — особи у віці 18—64 років, 11,0 % — особи у віці 65 років та старші. Медіана віку мешканця становила 32,6 року. На 100 осіб жіночої статі у місті припадало 91,7 чоловіків;  на 100 жінок у віці від 18 років та старших — 84,2 чоловіків також старших 18 років.
Середній дохід на одне домашнє господарство  становив 61 916 доларів США (медіана — 55 893), а середній дохід на одну сім'ю — 75 083 долари (медіана — 72 708). За межею бідності перебувало 14,7 % осіб, у тому числі 21,0 % дітей у віці до 18 років та 3,8 % осіб у віці 65 років та старших.
Цивільне працевлаштоване населення становило 1188 осіб. Основні галузі зайнятості: освіта, охорона здоров'я та соціальна допомога — 16,5 %, науковці, спеціалісти, менеджери — 11,4 %, мистецтво, розваги та відпочинок — 11,3 %.